# Scott Walton
Scott Walton (rond 1960) is een Amerikaanse jazzpianist, contrabassist en muziekpedagoog.

## Biografie
Walton is gepromoveerd aan University of California, San Diego en heeft gedoceerd aan universiteiten en hogescholen in Californië en Colorado. Sinds 2001 geeft hij les aan het Cuyamaca College in Rancho San Diego, waar hij lesgeeft over de geschiedenis van de jazz en rockmuziek. Hij werkte vanaf de jaren 1980 als bassist in Florida met Carmell Jones, Frank Sullivan, Jerry Coker, Bobby Bradford, vanaf de jaren 1990 in Californië o.a. met Pat O'Keefe, Vinny Golia, Alex Cline, Michael Vlatkovich, Myra Melford, Nels Cline en in de formatie Cosmologic (met Michael Dessen, Jason Robinson, Nathan Hubbard). In 2017 bracht hij het album Dependent Origination (FMR Records) uit met Peter Kuhn, Alex Cline, Dave Sewelson en Dan Clucas. Op het gebied van jazz was hij betrokken bij 29 opnamesessies tussen 1982 en 2015..

## Discografie
- 2003: Pat O'Keefe / Jason Stanyek / Scott Walton / Glen Whitehead: Tunnel (Circumvention Music)
- 2005: Gilbert Isbin/Jeff Gauthier/Scott Walton: Venice Suite
- 2006: Harris Eisenstadt: The All Seeing Eye + Octets
- 2014: Gilbert Isbin & Scott Walton: Recall (pfMENTUM)
- 2016: Steve Adams / Scott Walton: Cookies for Cyrano (pfMENTUM)
- 2016: Tim Perkis / Scott Walton: Applied Cryptography (pfMENTUM)

- International Standard Name Identifier: 0000 0000 5329 1527
- Library of Congress Control Number: no98043494
- MusicBrainz: 1d229c9e-4fcd-4ddd-8fa9-afe7fde8520f
- Virtual International Authority File: 48842142
- WorldCat: E39PBJwRVKtXDq8W6Gy4HhvvHC